# Замок Вімперк

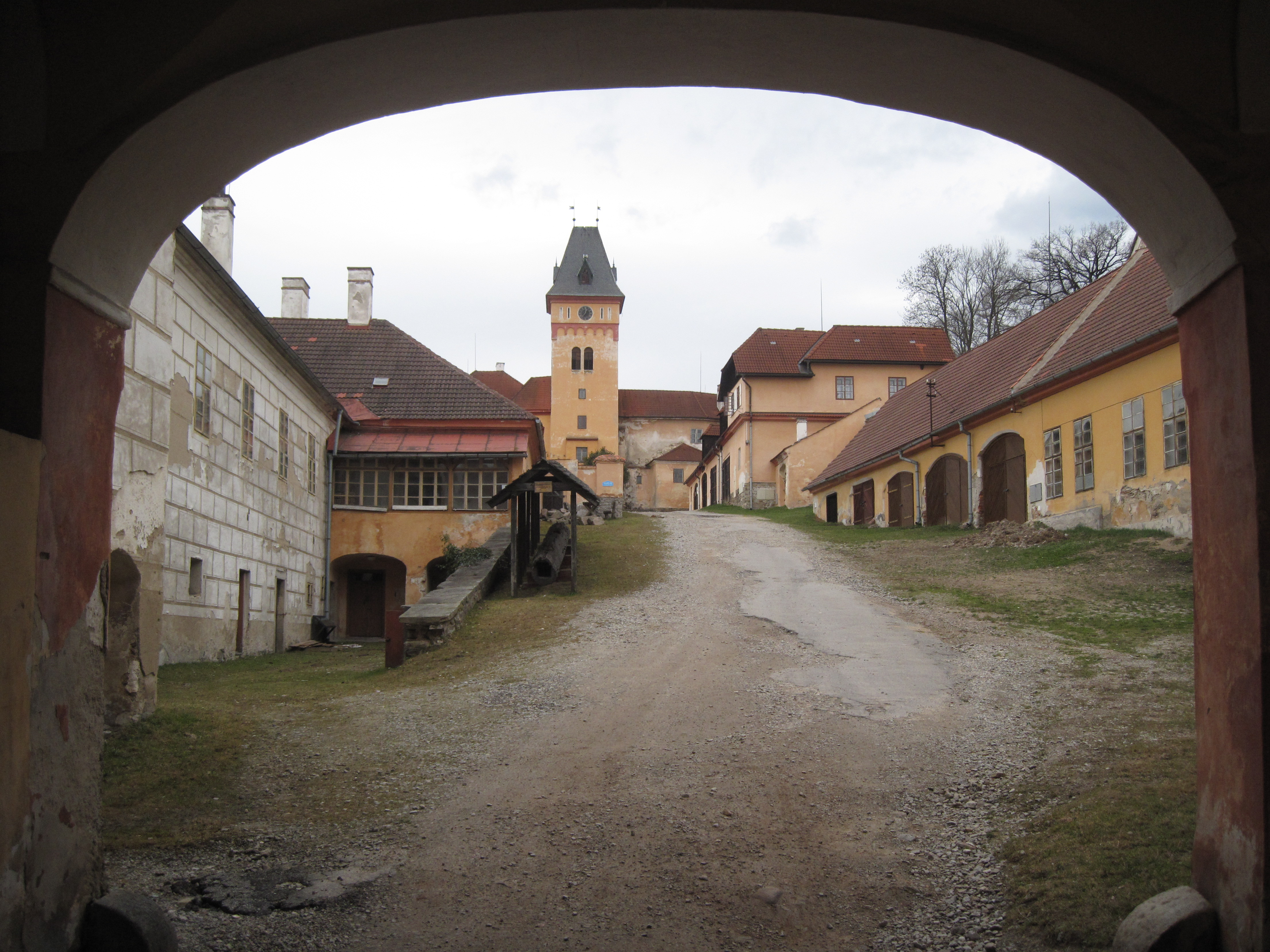
Двір замку.

Замок Вімперк (чеськ. Zámek Vimperk) — неоренесансний замок у місті Вімперк, округ Прахатіце Південночеського краю, заснований в XIII столітті. Замок розташований на скелястому пагорбі над місцем впадіння Кршесановського струмка в Воліньку. У 2010 році оголошений національним пам'ятником культури Чеської Республіки.

## Опис замку
Перші ворота ведуть в великий замковий двір з господарськими будівлями XVII століття і двома фонтанами. У сам замок ведуть другі ворота, над якими висічена дата «1622». У замку також розташовується капела Святого Йосипа. На вершині скелястого мису височить 13-метрова Влчкова вежа, збудована у 2-й половині XIII століття. З північного боку замку знаходиться укріплення Гасельбург, оточене фортефікаційною стіною. Праворуч від воріт розташовується округла вежа діаметром 14 метрів.

## Історія замку
Замок був заснований незадовго до 1263 року звіковським бургграфом Пуркартом з Яновіц (у 1264 році він вперше згаданий під ім'ям Пуркарт з Вімперку). На початку XIV століття замок з невідомої причини перейшов у володіння звіковського бургграфа Бавора III з Страконіц, проте незабаром повернувся до роду панів з Яновіц.
У 1375 році замок був відданий в заставу багатому пражанину Яну Герш Ротлеву. В кінці XIV століття король Вацлав IV передав вімперское панство з замком як феод роду Каплірж з Сулевіц. Нові власники перебудували і розширили замок. Згідно із заповітом Петра Капліржа з Склевіц в 1494 році, замок перейшов у спадок Зденеку з Маловіц і Хинова. У 1547 році замок був конфіскований у його сина Петра за участь у повстанні проти імператора.
У 1553 році замок купив Яхим з Градце, але через рік перепродав його в два рази дорожче Вілему з Рожмберка. Вілем перебудував замок з похмурої середньовічної фортеці в ренесансну резиденцію. У 60-х роках XVI століття Вілем передав вімперкське панство під управління свого брата Петра Вока з Рожмберка, який і оселився в замку.
У 1601 році Петро Вок з Рожмберка продав замок Вімперк Вольфу Новоградському з Коловрат. Під час повстання чеських станів замок був істотно пошкоджений Мансфельдом, через що син Вольфа Яхим змушений був провести в 1622 — 1624 роках капітальний ремонт. Опинившись в складному фінансовому становищі, Яхим в 1630 році продав замок Вімперк Гансу Ульріху фон Еггенбергу за 60 000 гульденів. У 1698 році замок перейшов у спадок до князівського роду Шварценбергів.
20 липня 1857 року в результаті удару блискавки в замку сталася сильна пожежа, в результаті якої вигоріли замковий театр, капела і другий поверх замку. Після ремонту та реконструкції замок придбав свій нинішній вигляд. Глубоцька гілка Шварценберів володіла замком аж до 1948 року, коли його націоналізував уряд Чехословаччини. При комуністичному режимі замок був переданий Південночеському управлінню державних лісів, а після Оксамитової революції перейшов під управління адміністрації Національного парку Шумава. В даний час частина приміщень замку займає Вімперкскій музей.